# Гідромеханізація підземна
Гідромеханізація підземна (рос. гидромеханизация подземная, англ. underground hydraulic mining) — технологічний процес підземного видобутку корисних копалин з використанням енергії води для комплексного або часткового виконання основних операцій цього процесу — виймання з масиву, транспортування по виробкам та видавання на поверхню. Метою застосування Г.п. є високоефективний видобуток на засадах малоопераційності, надійності, інтенсифікації, автоматизації та поліпшення безпеки праці.
Перші випробування по підземному гідравлічному видобутку вугілля було проведено у 1915 році на шахті «Софія» у Макіївці (Донбас), а у 1938 році — для підземного видобутку марганцевих руд на шахтах тресту «Нікопольмарганець».
У другій половині ХХ сторіччя Г.п. набуває певного розвитку у вугільній промисловості України і Росії.
На Донбасі було споруджено кілька г і д р о к о м п л е к с і в (г і д р о д і л ь н и ц ь), гідрорудники «Яновський» та «Піонер», гідрошахти «Красноармійські» N 1 і 2. Розробку наукових основ Г.п. видобутку вугілля в Україні було зосереджено спочатку в Донецькому науково-дослідному вугільному інституті (ДонВУГІ), а надалі в спеціалізованому інституті підземного гідравлічного видобутку вугілля (УкрНДІГідровугілля, м. Луганськ). Великий внесок у розвиток науки та запровадження у вугільну промисловість України технології Г.п. зробили науковці Донецького державного технічного університету на чолі з В. Г. Гейєром, В.I.Грубою та інш.